# Heiltz-le-Hutier
Heiltz-le-Hutier é uma comuna francesa na região administrativa do Grande Leste, no departamento de Marne. Estende-se por uma área de 10.84 km², e possui 233 habitantes, segundo o censo de 2018, com uma densidade de 21 hab/km².